# Alphonse Elric
Alphonse Elric (アルフォンス・エルリック, Arufonsu Erurikku),
geralmente chamado de Al (アル, Aru), é um personagem fictício e um dos protagonistas da série de mangá Fullmetal Alchemist e suas adaptações criado por Hiromu Arakawa. Alphonse é uma criança que perdeu seu corpo durante um experimento alquímico para trazer sua falecida mãe de volta à vida e teve sua alma fixada a uma armadura por seu irmão mais velho Edward Elric. Como resultado, Alphonse é quase invulnerável enquanto o selo da armadura não é apagada, mas é incapaz de sentir qualquer coisa. Para recuperar seus corpos, os Elrics viajam em torno de seu país Amestris para obterem a Pedra Filosofal—um objeto alquímico que poderia restaurá-los. Nas adaptações em anime de Fullmetal Alchemist, Alphonse é dublado por Rie Kugimiya em japonês. E nas adaptações brasileiras, ele é dublado por Rodrigo Andreatto.
Como Alphonse aparece na série usando uma armadura, Arakawa focou em buscar maneiras de fazê-lo expressar emoções apesar de não ter um corpo. Alphonse também apareceu em materiais relacionados com o mangá, incluindo jogos eletrônicos e light novels que seguem sua jornada. Seu personagem tem sido bem recebido pelos leitores da série; ele apareceu várias vezes em pesquisas de popularidade dos dez personagem mais populares da série. O personagem recebeu observações positivas dos críticos, com alguns elogiando seu design e seu relacionamento com Edward.

## Aparições

Corpo original de Alphonse.

Alphonse é um dos protagonistas da série ao lado de seu irmão mais velho, Edward. Alphonse perde todo o seu corpo enquanto ele e Edward estão tentando reviver sua mãe Trisha usando alquimia. Edward sacrifica seu braço direito para selar a alma de Alphonse em uma armadura. Edward mais tarde se torna um alquimista militar do estado de Amestris, e começa a viajar com Alphonse para procurar um método para recuperar o corpo de Alphonse. Eles procuram a Pedra Filosofal, o que lhes permitiria restaurar suas formas físicas. Além de ser um alquimista poderoso, Alphonse é um lutador hábil em combate corpo a corpo; tendo sido treinado por Izumi Curtis. Enquanto Alphonse não pode sentir nada, porque ele não tem corpo, ele é quase invencível, enquanto a marca de sangue feita por Edward em sua armadura para conter a sua alma não está deformada.
Acreditando que as criaturas imortais conhecidas como o homúnculos os levará a mais pistas para recuperar seus corpos, os Elrics tentam segui-los. No entanto, eles encontram o criador dos homúnculos conhecido como "Pai", que secretamente controla os militares e chantageia os Elrics para trabalharem com ele. Buscando proteger seus amigos, os Elrics viajam para a área norte do país, a fim de solicitar a ajuda de General Olivier Mira Armstrong. Depois que os dois são bem sucedidos em seu plano, o corpo original de Alphonse tenta recuperar sua alma resultando em ele perder a consciência várias vezes. Separado de seu irmão para ajudar a fuga de seus amigos dos militares que servem Pai, Alphonse é capturado pelo homúnculo Orgulho para usá-lo contra Edward. Unindo forças com seu pai Van Hohenheim, Alphonse arma uma armadilha que ele mesmo e Orgulho ficam presos dentro de uma caverna onde o homúnculo permanece impotente. O Alquimista do Estado Solf J. Kimblee depois chega e ajuda Orgulho, e Alphonse é resgatado por alguns de seus companheiros.
Buscando a transmutar todo o país, Pai transporta os Elrics à sua base para usá-los como dois dos cinco sacrifícios necessários para alcançar seu objetivo. No mesmo momento, Alphonse encontra seu corpo original, mas se recusa a recuperá-lo porque o seu estado enfraquecido não iria ajudá-lo a lutar contra o homúnculos. Na luta final contra o Pai, a pedidos de Alphonse a alquimista May Chang ajuda Edward em retomar o seu braço direito em troca da alma de Alphonse. Com o Edward com o seu braço restaurado, ele luta contra Pai, e a alma de Alphonse desaparece da armadura. Após a derrota do Pai, Edward sacrifica sua capacidade de usar a alquimia para restaurar a alma e o corpo original de Alphonse. Eles retornam a Resembool, onde viviam até que eles decidem se separar para estudar alquimia. Alphonse se junta com dois companheiros Quimera e eles viajam para o país de Xing para saberem mais sobre a alquimia com a ajuda de May.